# Pseudopanurgus pulchricornis
Pseudopanurgus pulchricornis är en biart som först beskrevs av Cockerell 1922.  Pseudopanurgus pulchricornis ingår i släktet Pseudopanurgus och familjen grävbin. Inga underarter finns listade i Catalogue of Life.